# Eerste Boni-expeditie

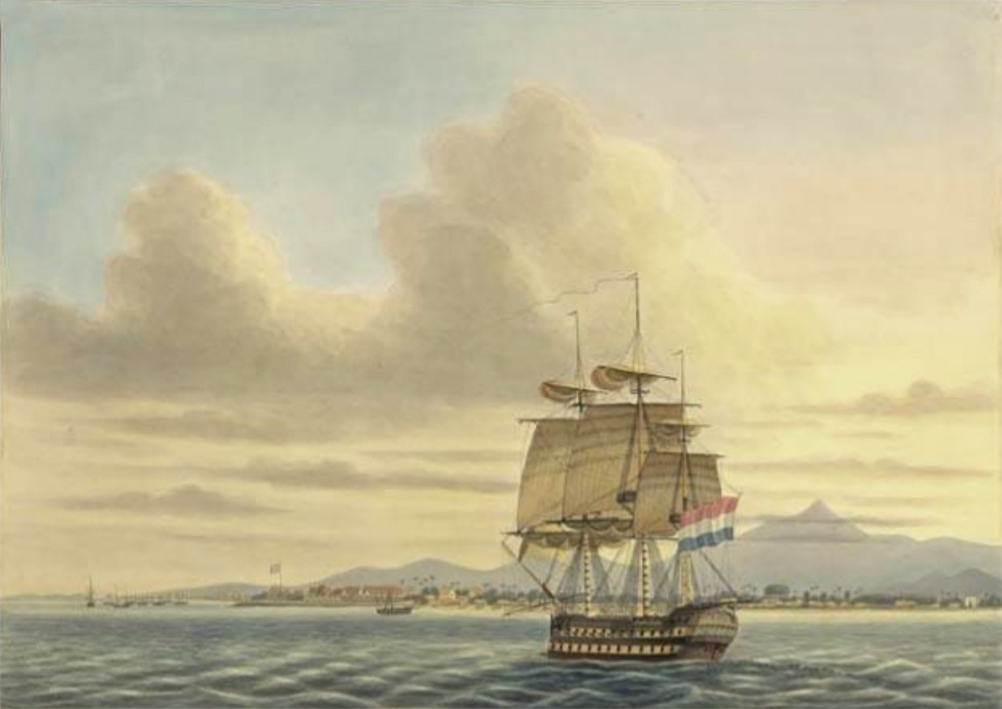
De Evertsen bij Fort Rotterdam in Makassar.

De Eerste Boni-expeditie (1824) was een militaire operatie van het in 1816 geïnstalleerde gouvernement van Nederlands-Indië tegen de vorsten van Tanette en Supa op Celebes, die na onderhandelingen weigerden de vernieuwde versie van het Bongaais Verdrag van de VOC te ondertekenen.

## Aanleiding

### Vestiging van het koloniaal bestuur
In augustus 1816 hadden de commissarissen-generaal Elout, Buyskes en Van der Capellen namens de Nederlandse staat de voormalige bezittingen van de failliete VOC met een plechtige ceremonie in Batavia overgenomen van het Britse tussenbestuur, dat tijdens de Napoleontische oorlogen Java had bezet. De Javaanse vorstenhuizen ontvingen de Nederlanders welwillend, maar op andere plekken in de archipel maakte men gebruik van het vertrek van de Britten om van het koloniaal gezag af te komen. Dat gold ook voor Zuidwest-Celebes.

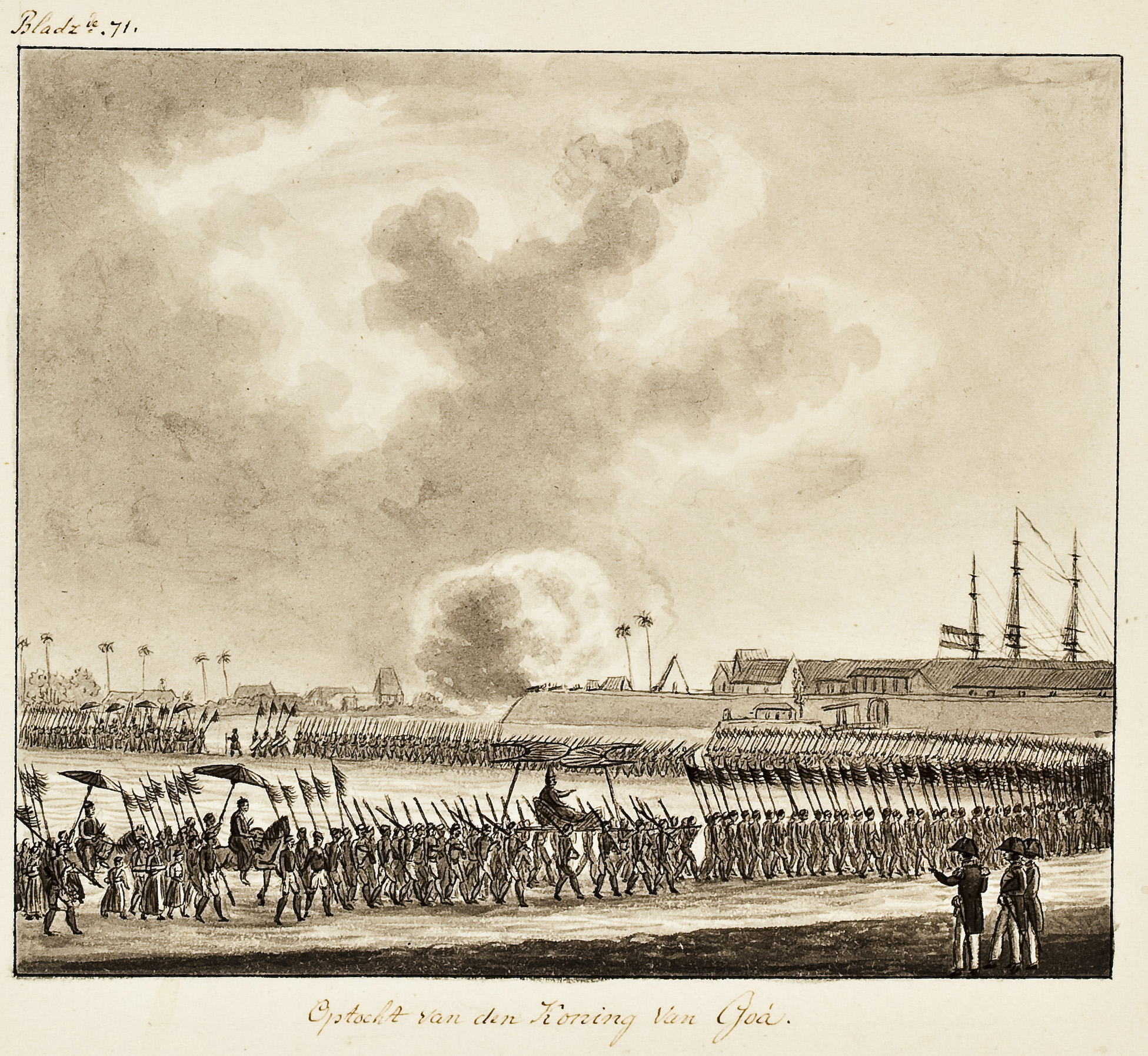
Optocht van de koning van Gowa bij Fort Rotterdam in 1816.

In september arriveerde daar in Makassar het linieschip Evertsen uit Batavia, met aan boord de ‘Commissaris des Konings’ Petrus Chassé, die in Fort Rotterdam het koloniaal gezag overnam van de Britten. Dit ging gepaard met een ceremonie die werd bijgewoond door de bevriende vorst van Gowa (Makassar) Krayn Limbang Parang met een groot aantal edellieden, hovelingen en krijgers. Als nieuwe gouverneur werd Tilenius Kruythoff geïnstalleerd. Daarna werd met de diverse vorsten op Celebes onderhandeld over teruggave van grondgebied van de VOC dat zij bij hun strijd tegen de Britten hadden ingenomen. Zoals te verwachten viel leverde dat problemen op, evenals de wens van de vorsten om grote geschenken te blijven ontvangen zoals zij van de VOC gewend waren. Tegelijkertijd wilde het gouvernement de feodale willekeur van hun heerschappij vervangen door een moderner bestuur, met meer rechten voor de bevolking, om economische ontwikkeling mogelijk te maken. Er volgden lange onderhandelingen, met als uitgangspunt het Bongaais Verdrag dat Cornelis Speelman in 1667 had gesloten na de verovering van Makassar, waarin alle rijken op Celebes gelijke status hadden. De vorst van Boni, Aru Palakka, beschouwde zich als een bondgenoot maar betoogde dat dit een handelsverdrag was, en geen politieke betekenis had in de huidige situatie. Hij stelde zich op als leider van de andere vorsten. In 1823 overleed hij en werd opgevolgd door zijn zus Aru Data.

### Het nieuwe verdrag

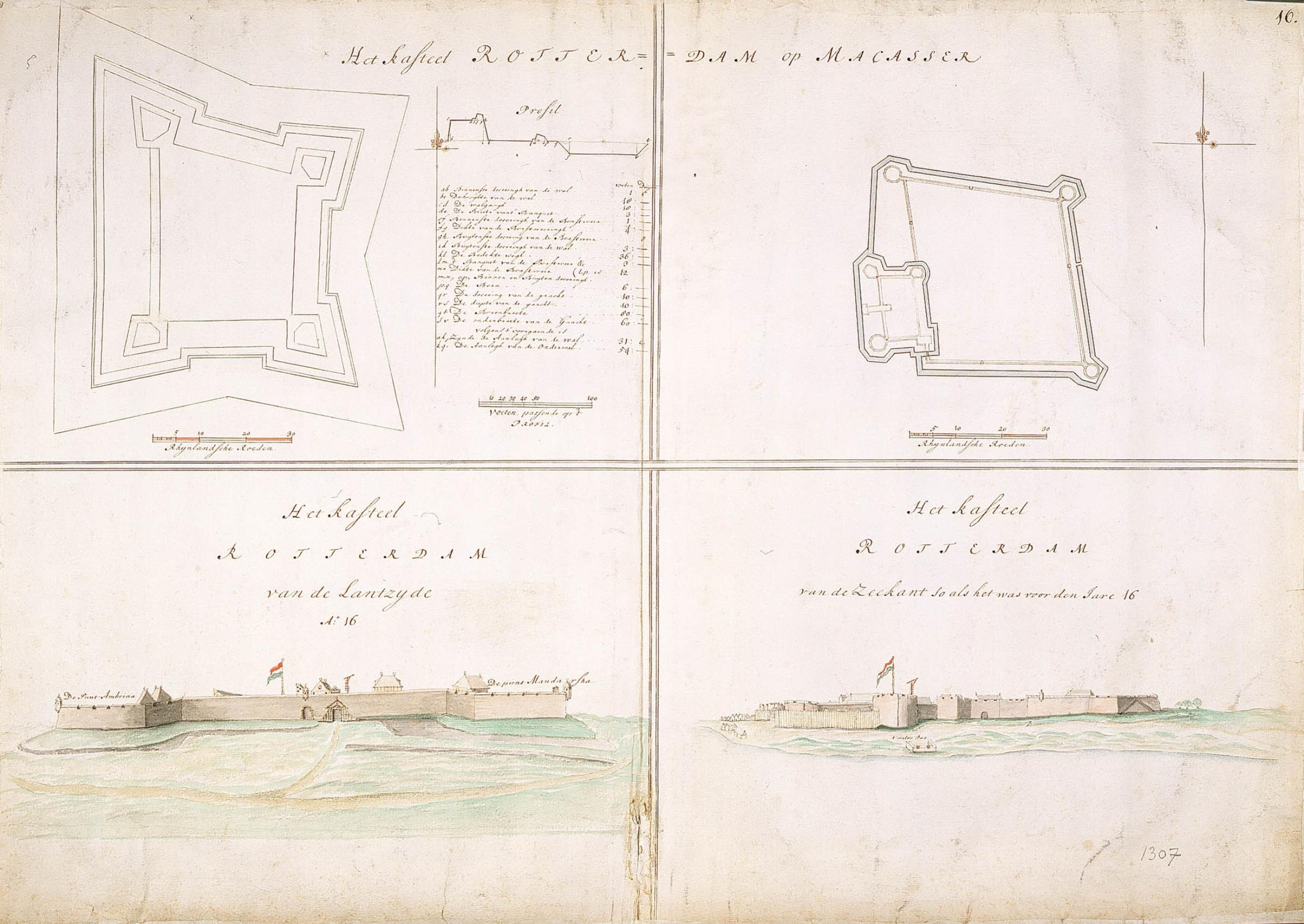
Fort Rotterdam begin 18e eeuw.

Op 3 juli 1824 legde gouverneur-generaal Van der Capellen op de terugweg naar Batavia uit de Molukken een bezoek af aan Makassar en hield een grootse audiëntie, die bezocht werd door veel vorsten. Op 17 juli werd een gewijzigde versie van het Bongaais Verdrag door iedereen ondertekend, behalve door de vorsten van Boni, Supa en Tanette, die niet waren komen opdagen voor de audiëntie. Aru Data stuurde slechts gezanten onder leiding van haar broer Aru Lompu. In het nieuwe verdrag werd onder andere verboden om in gouvernementsgebieden nog herendiensten te vragen in plaats van grondbelasting (met uitzondering van die voor inheemse hoofden) en ook het uitroeien van specerijbomen om het handelsmonopolie te beschermen werd afgeschaft. De eis van Boni om zeggenschap over de andere rijken te krijgen werd niet ingewilligd. Als compromis kregen Boni en Makassar beide de status van ‘oudste bondgenoten’. De gezanten van Boni vroegen voor de ondertekening twee weken bedenktijd. Supa en Tanette werden, om gezagsverlies van het gouvernement te voorkomen, door Van der Capellen gestraft met een militaire expeditie onder leiding van zijn adjudant, luitenant-kolonel Hubert de Stuers.

## De expeditie

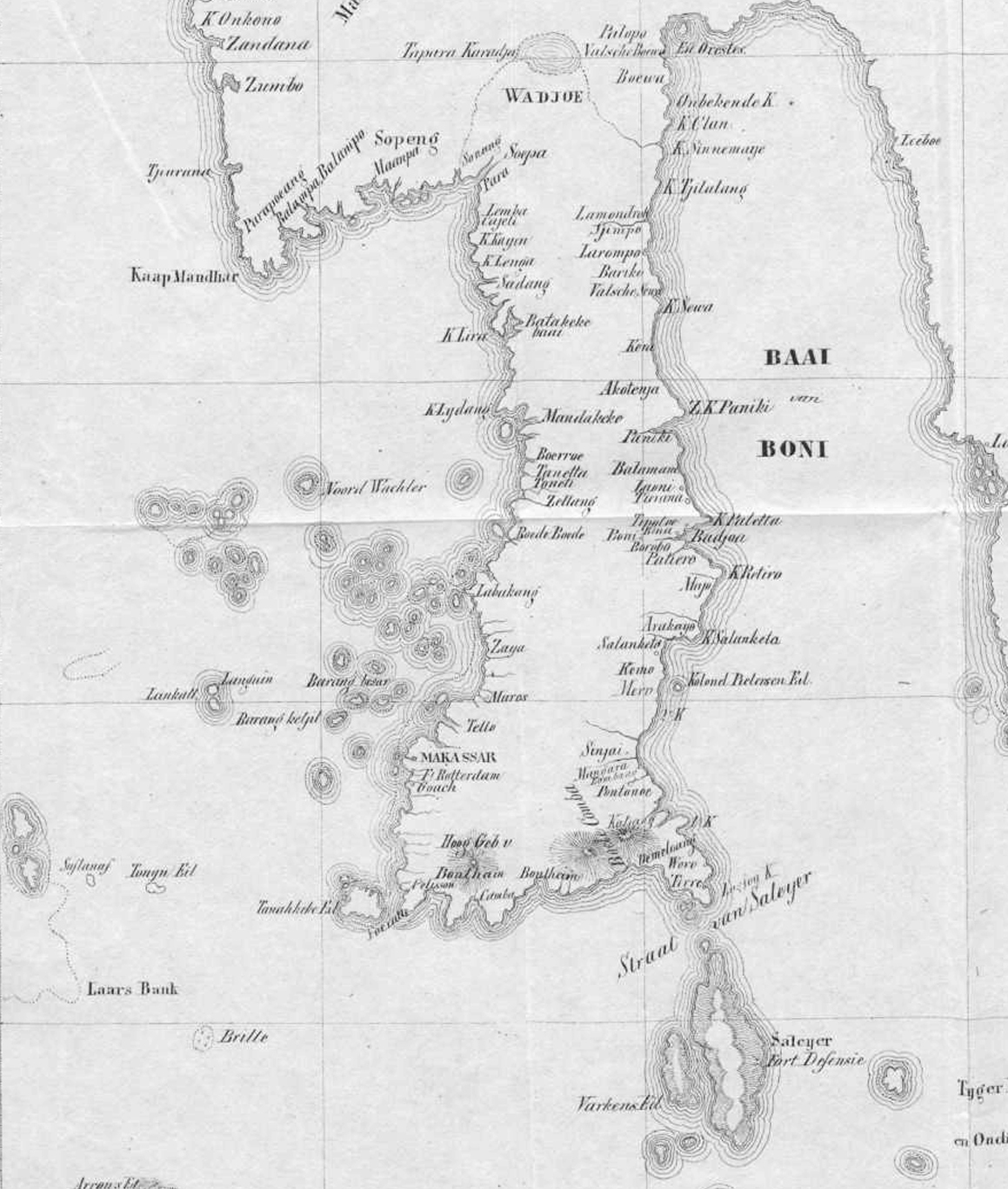
Zuidwest-Celebes in 1820.

### Tanette
Met een eskader onder bevel van kapitein-luitenant-ter-zee Buys trok De Stuers met 500 man, vier kanonnen, twee houwitsers en enkele handmortieren naar Tanette, bijgestaan door een aantal prauwen met ruim 600 krijgers van inheemse bondgenoten, met name Sidenreng. Het eskader bestond uit de brikken Syrene, Doerga (onder bevel van luitenant Dirk Hendrik Kolff), Nautilus en Jacoba Elisabeth, de korvet Courier, de kanonneerboten 14 en 15, en een gewapende barkas van de Eurydice, het fregat van Van der Capellen. Na door Tanette afgewezen onderhandelingen en enkele beschietingen over en weer werden troepen op het strand gebracht, waarna op 18 juli Tanette alsnog een vredesvoorstel aanvaarde. De radja Lapatau bleek door de bevolking verjaagd te zijn en was opgevolgd door zijn zus. Op het strand werd een post met 50 man achtergelaten. De Stuers werd naar aanleiding van de overwinning tot kolonel bevorderd.

### Supa

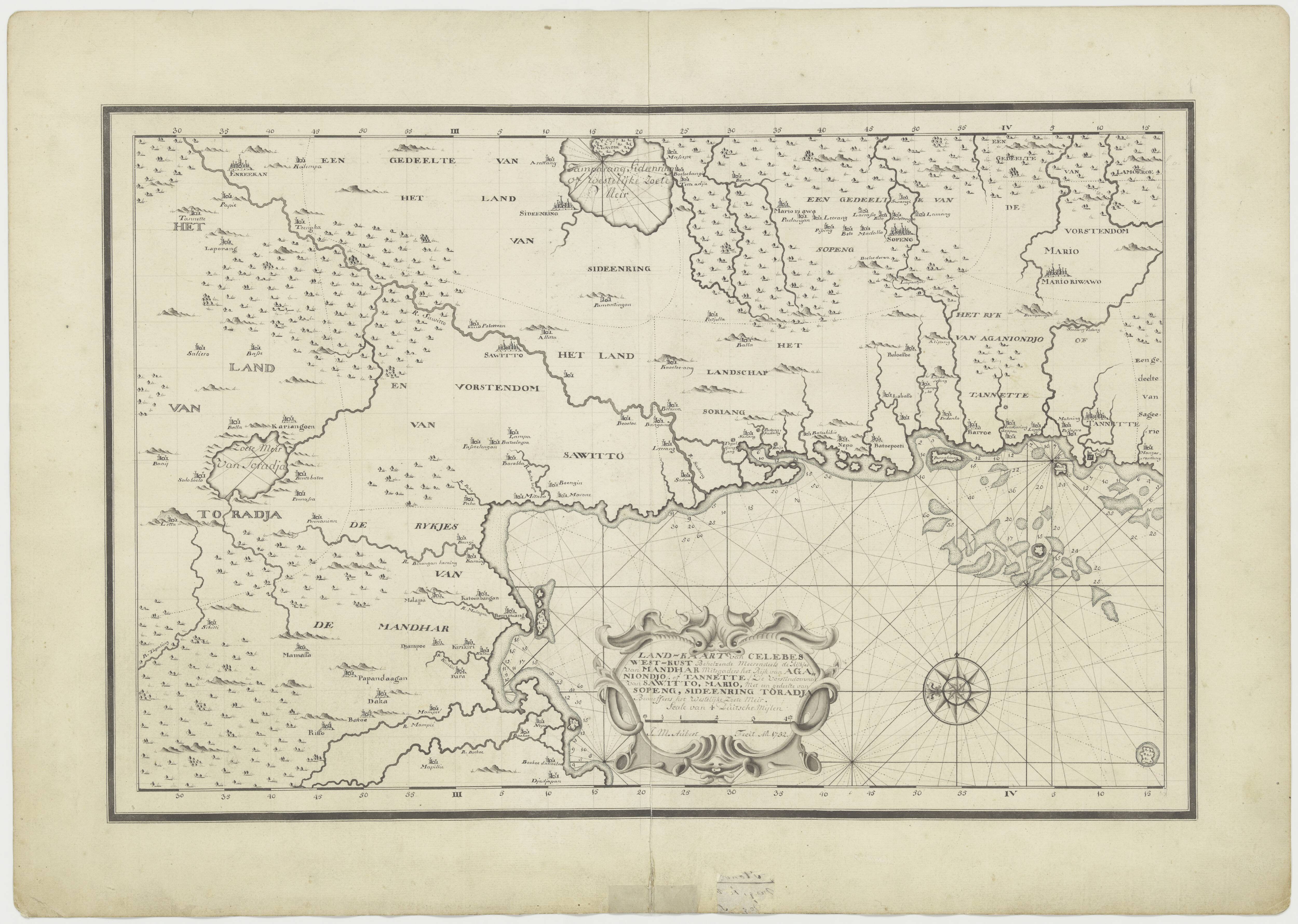
De westkust van Celebes op een kaart uit 1752. Het noorden is links.

Met 240 man en enige artillerie onder Buys en luitenant-kolonel Reeder wilde men in augustus ook het iets ten noorden van Tanette aan de Paré-Parébaai gelegen Supa tot de orde brengen, maar hier werd door onjuiste informatie de tegenstand zwaar onderschat, ondanks dat men wist dat de Britten er driemaal een nederlaag hadden geleden. Ook Supa bleek niet te willen onderhandelen, dus op 4 augustus werden de troepen aan land gezet. Er volgden beschietingen over en weer. Een stormaanval op 14 augustus mislukte toen men door een groot aantal ruiters in de flank werd aangevallen. Ook de volgende aanvallen en beschietingen werden ondanks hulp van het nabij gelegen Sidenreng afgeslagen door duizenden fanatieke Boeginezen gespecialiseerd in 'hinderlaag-oorlog', wat tot aanzienlijke verliezen leidde. De troepen werden beschoten vanuit gecamoufleerde schuttersputten en overal waren onzichtbare valkuilen met scherpe bamboestaken. Ook de inzet van de hele krijgsmacht met hulptroepen van de vorst van Makassar onder De Stuers en de regeringscommissaris J.H. Tobias had niet het gewenste resultaat. De van tevoren uitgebreid geteste Congrevische vuurpijlen bleken nu het er op aankwam geen brand te kunnen stichten, en de Sidenrengers trokken zich na het gewond raken van de zoon van een van hun hoofden terug.

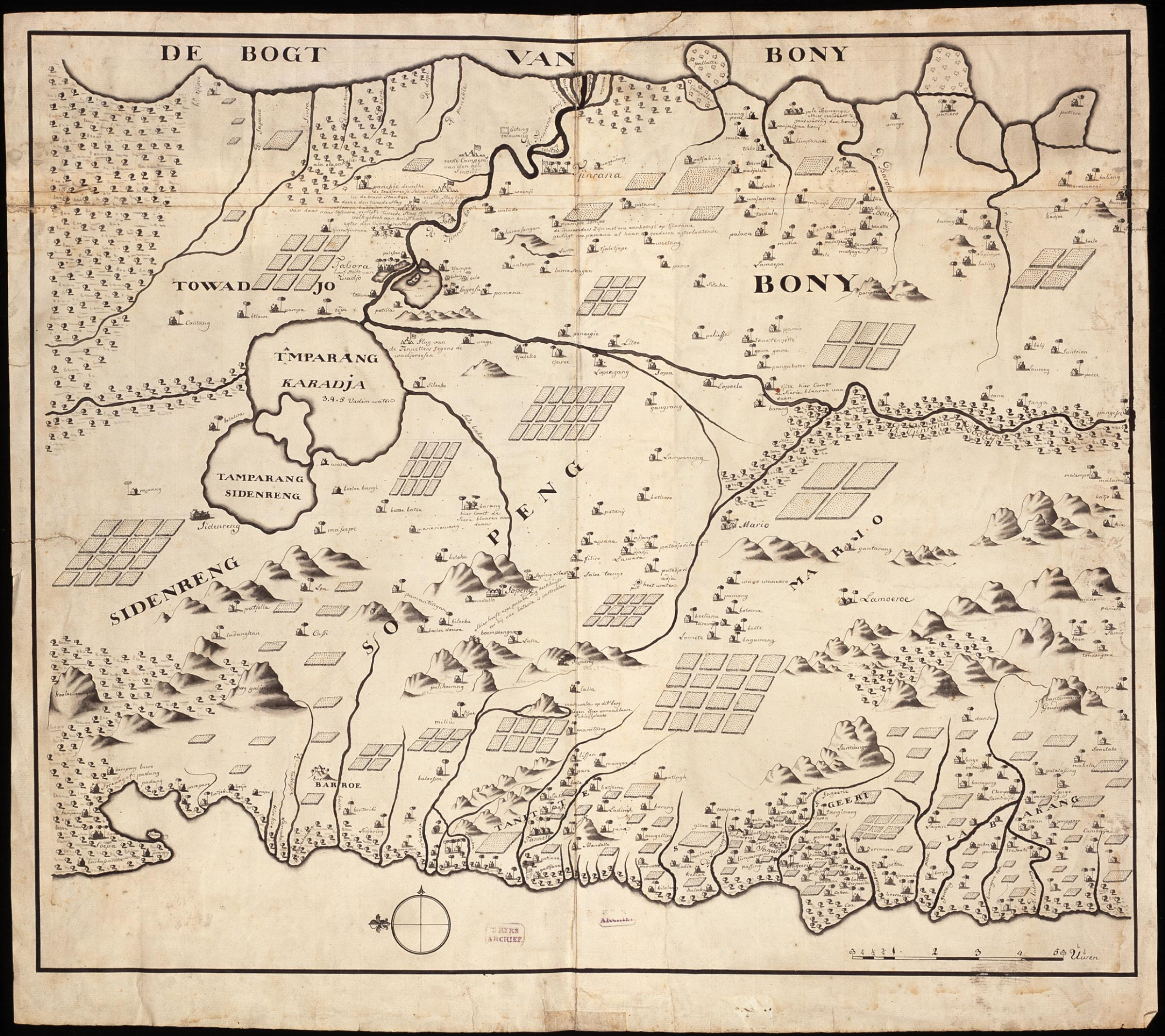
Soepa en Tanette, kaart uit 1752.

Op 6 oktober verliet het eskader de baai van Supa en keerde terug naar Makassar. De Doerga, de Courier en een kanonneerboot met 100 soldaten bleven in de baai liggen. Het nieuws over de mislukte inname van Supa zorgde voor een uitbreiding van de oorlog langs de kust van Zuidwest-Celebes onder leiding van de Boniërs. Met ongeveer 25.000 man vielen zij zonder oorlogsverklaring het gouvernementsgebied binnen, vermoordden bewoners of voerden hen mee als slaven, en veroverden Tanette op het daar achtergelaten garnizoen. Zij konden gered worden door de Doerga en de Nautilus. De Boniërs plaatsten de gevluchte Lapatau terug op de troon.

## De tweede Boni-expeditie
Van der Capellen, die op 14 september terug naar Batavia was gegaan toen Boni niets meer van zich had laten horen, besloot direct een tweede en grotere expeditie naar Celebes te sturen om het gezag en de reputatie van het bestuur te herstellen. De expeditie werd georganiseerd door luitenant-generaal De Kock, bevelhebber van de Indische landmacht, en werd aangevoerd door de op 14 november daartoe benoemde generaal-majoor Van Geen. Boni moest gestraft worden maar wel intact gelaten, om het ‘zoo noodzakelijk staatkundig evenwicht’ op Celebes niet te verstoren. Het ‘groote, voornaamste en algemeene doeleinde’ was ‘de herstelling van de rust en vrede op Celebes’.